# Scutia spicata
Scutia spicata är en brakvedsväxtart som först beskrevs av Alexander von Humboldt, Amp; Bonpl. och Carl Ludwig von Willdenow, och fick sitt nu gällande namn av Weberbauer. Scutia spicata ingår i släktet Scutia och familjen brakvedsväxter. Utöver nominatformen finns också underarten S. s. pauciflora.